# Фиат 18
Фиат 18 е италиански камион и автобус, произвеждан по време на Първата световна война.
Производството на камиона започва през 1911 година. От превозното средство са произведени граждански и военни версии. Военната версия на камиона е използвана и от армиите на Русия и Франция. Произвеждан е и модел 18BL който е бил използван като градски и междуградски автобус.